# Bund der Kriegsblinden Deutschlands

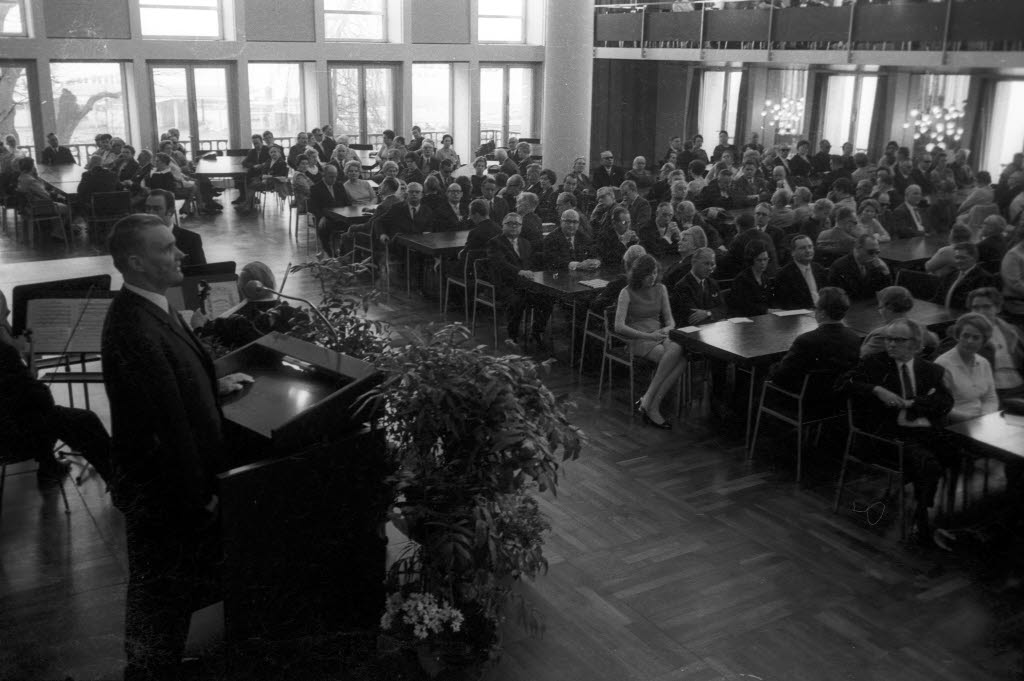
50 Jahre Bund der Kriegsblinden Deutschlands e.V., Landesverband Schleswig-Holstein, Kiel 1970

Der Bund der Kriegsblinden Deutschlands e. V. (BKD) ist ein Selbsthilfeverband. In der Öffentlichkeit ist der Bund durch die Vergabe des Hörspielpreises der Kriegsblinden bekannt. Er gehört u. a. der Weltblindenunion an.

## Geschichte
Der Bund der Kriegsblinden Deutschlands e. V. (BKD) wurde im Jahr 1949 gegründet und ist die Nachfolgeorganisation des 1916 in Berlin entstandenen Bundes erblindeter Krieger. Der Bund ist damit die älteste deutsche Kriegsopferorganisation. Erster Vorsitzender des Bundes war Peter Plein. Sein langjähriger Bundesvorsitzender war Franz Sonntag (1965–1996).
Der BKD setzt sich in erster Linie sozialpolitisch ein und gewährleistete bis 2023 die Bundeskurfürsorge. Hierfür unterhielt der BKD mehrere Kriegsblinden-Kurheime, zuletzt in Brilon.
Der Bund der Kriegsblinden Deutschlands hat natürlicherweise seit Jahren sinkende Mitgliederzahlen. Daher hat der BKD im Oktober 2022 einen „Vorratsbeschluss“ gefasst, um den Verein zum 31. Dezember 2027 aufzulösen.
| Zeitpunkt               | Kriegsblinde | Witwen/Witwer | Nachweis             |
| ----------------------- | ------------ | ------------- | -------------------- |
| 1999                    | 1700         | 2000          | [ 3 ]                |
| 2005                    | 1262         | 1760          | [ 4 ]                |
| Dezember 2010           | 681          | 1192          | [ 5 ]                |
| 01.01.2012              | 601          | 1062          | [ 6 ]                |
| Ende 2012               | 548          | 998           | [ 6 ]                |
| Dezember 2012           | 546          | 996           | [ 7 ]                |
| 01.01.2013              | 536          | 973           | [ 8 ]                |
| 31.12.2013, 01.01.2014  | 476          | 883           | [ 8 ] [ 9 ]          |
| 31.12.2014, 01.01.2015  | 432          | 787           | [ 9 ] [ 10 ]         |
| 31.12.2015, Januar 2016 | 371          | 695           | [ 10 ] [ 11 ] [ 12 ] |
| Januar 2017             | 328          | 602           | [ 11 ] [ 13 ]        |
| Januar 2018             | 288          | 522           | [ 13 ]               |
| Ende 2017               | 285          | 519           | [ 14 ]               |
| Ende 2018               | 260          | 460           | [ 14 ]               |
| 01.01.2019              | 254          | 441           | [ 15 ]               |
| 31.12.2019              | 222          | 382           | [ 15 ]               |
| 31.12.2020              | 187          | 332           | [ 16 ]               |
| 31.12.2021              | 156          | 293           | [ 2 ]                |
| 31.12.2022              | 130          | 244           | [ 2 ]                |
| 31.12.2023              | 107          | 197           | [ 17 ]               |

Allerdings können laut Satzung auch durch Wehr- oder Zivildienst nach 1945, durch Auslandseinsätze der Bundeswehr, Gewalt und Berufsunfälle erblindete Personen sowie Witwen / Witwer der betreffenden Personen Mitglied werden.
Von 1951 bis 2019 war der BKD der Träger des Hörspielpreis der Kriegsblinden, seit 1994 zusammen mit Film- und Medienstiftung NRW. 2020 hat der  Deutsche Blinden- und Sehbehindertenverband diese Aufgabe vom BKD übernommen.